# Lili et le Baobab
Pour plus de détails, voir Fiche technique et Distribution.
Lili et le Baobab est un film français réalisé par Chantal Richard, sorti en 2006.

## Synopsis
Lili est photographe dans la Manche. Une commande l'envoie dans le nord-est du Sénégal. Elle y rencontre Aminata, qui est enceinte mais non mariée, ce qui la met en danger.

## Fiche technique
- Titre : Lili et le Baobab
- Réalisation : Chantal Richard
- Scénario : Chantal Richard
- Musique : Jean Marc Zelwer
- Photographie : Pierre Stoeber
- Montage : Agnès Mouchel
- Production : Blanche Guichou
- Société de production : Agat Films & Cie et TPS Star
- Société de distribution : ID Distribution (France)
- Pays :  France
- Genre : drame
- Durée : 90 minutes
- Dates de sortie : 
  - France : 3 mai 2006

## Distribution
- Romane Bohringer : Lili
- Aminata Zaaria : Aminata Ly
- Saïdou Abatcha : Moussa
- François Delaive : Fred
- Mamadou Ly : Abou
- Marie Pillet : la mère de Lili
- Albert Delpy : le maire
- Sada Dembele : Samba
- Oumar Bâ : le marabout

## Accueil
Thomas Sotinel pour Le Monde estime que « Le jeu presque brutal de Romane Bohringer et l'extrême simplicité de la mise en scène, tout en plans fixes, préviennent les risques du sentimentalisme tout en marquant les limites du film. »